# Hi Scores
Hi Scores е EP на Boards of Canada, издадено през 1996 на компакт диск и винил. Следват няколко повторни тиражи през 1998, 2002 и 2005.

## Песни
1. Hi Scores (4:57)
2. Turquoise Hexagon Sun (5:09)
3. Nlogax (6:54)
4. June 9th (5:18)
5. Seeya Later (4:12)
6. Everything You Do Is a Balloon (7:03)